# Echinorhynchus gadi
 Echinorhynchus gadi  ist eine Art der Kratzwürmer (Acanthocephala), die als Darmparasit vor allem in Meeresfischen wie den verschiedenen Schellfischarten lebt und bei diesen eine Echinorhynchose auslöst. In Süßwasserfischen ist diese Art jedoch sehr selten.

## Merkmale
Weibliche Tiere erreichen eine Körperlänge von 45 bis 80 Millimetern, die Männchen bleiben dabei mit maximal etwa 20 Millimetern deutlich kleiner. Der Rüssel (Proboscis) ist zylindrisch bis keulenförmig und besitzt 18 bis 22 Hakenreihen aus jeweils 10 bis 13 Haken, wobei diese nach hinten kleiner werden und bis auf die der hintersten Reihe deutlich nach hinten gekrümmt sind. Die Männchen besitzen sechs hintereinander angeordnete Zementdrüsen am Hinterende der Tiere.
Die Eier sind lang spindelförmig mit gattungstypischen Ausbuchtungen an den Eipolen und besitzen nur dünne Hüllmembranen. Sie haben eine durchschnittliche Länge von 76 bis 100 und eine durchschnittliche Breite von 13 bis 22 Mikrometern.

## Lebensweise
Echinorhynchus gadi lebt als ausgewachsenes Tier als Darmparasit vor allem im Darm von Meeresfischen wie den verschiedenen Schellfischarten. Außerdem kann er bei Süßwasserfischen vorkommen, ist dort allerdings nur selten anzutreffen.